# Be Here Now (canción)
«Be Here Now» es una canción del músico británico George Harrison, publicada en el álbum de estudio Living in the Material World (1973). Fue escrita en 1971, poco antes de comenzar a organizar el evento benéfico The Concert for Bangladesh, y estuvo parcialmente inspirado por las enseñanzas espirituales de Ram Dass en su libro homónimo, Be Here Now. La canción fue descrita como una «hermosa fusión entre la meditación y la oración».

## Personal
- George Harrison: voz, guitarra acústica, sitar y coros
- Nicky Hopkins: piano
- Gary Wright: órgano
- Klaus Voormann: contrabajo
- Jim Keltner: batería